# Кутаис (Краснодарский край)
Кутаи́с — посёлок в муниципальном образовании «город Горячий Ключ» Краснодарского края. Административный центр Кутаисского сельского округа.

## География
Посёлок расположен в горно-лесной зоне, между реками Апчас (на западе) и Сухая Цице (на востоке). Находится в 18 км к юго-востоку от города Горячий Ключ и в 27 км к северо-западу от города Хадыженск. Станица Кутаисская расположена в 12 км севернее посёлка.
В районе Кутаиса имеются месторождения нефти и газа.

## История
Указом Президиума Верховный Совет РСФСР от 12 декабря 1945 года населённому пункту был присвоен статус рабочего посёлка.
Постановлением Законодательного собрания Краснодарского края № 226-П от 21 июля 1999 года рабочий посёлок преобразован в посёлок сельского типа.

## Население
| 1959 | 1970  | 1979  | 1989  | 2002  | 2010  |
| ---- | ----- | ----- | ----- | ----- | ----- |
| 5675 | ↘2276 | ↘1748 | ↘1262 | ↘1070 | ↗1081 |